# Proinsulin

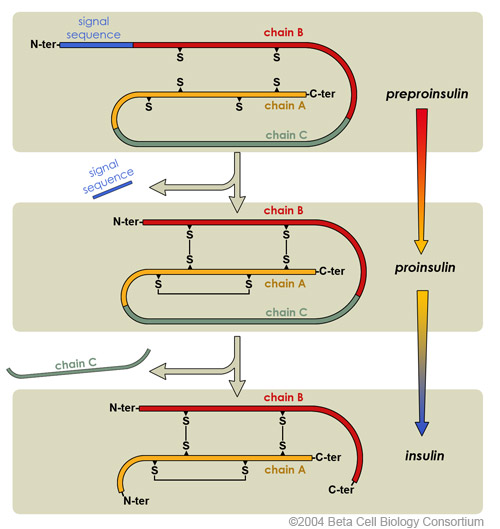
Schematische Darstellung der Prozessierung vom Präproinsulin über das Proinsulin zum Insulin.

Proinsulin ist ein Prohormon und der Präkursor des Peptidhormons Insulin. 
Insulin wird als Präproinsulin in den β-Zellen der Langerhans-Inseln des Pankreas (Bauchspeicheldrüse) gebildet. Dieses besteht aus dem Signalpeptid (24 AS), der B-Kette (30 AS), dem C-Peptid (31 AS) und der A-Kette (21 AS). Das Signalpeptid wird bei der Sekretion des Präproinsulins in die Zisternen des Endoplasmatischen Retikulums (ER) abgespalten. Übrig bleibt das Proinsulin bestehend aus der B-Kette, dem C-Peptid und der A-Kette. Das Proinsulin kann sich im ER falten. Es wird in den Golgi-Apparat aufgenommen und gespeichert. Bei Bedarf erfolgt die Abspaltung des C-Peptids durch membranständige Proteasen. So wird das Prohormon Proinsulin in das aktive Hormon Insulin überführt, das aus zwei Polypeptidketten besteht, die über zwei intermolekulare Disulfidbrücken kovalent miteinander verbunden sind. Das Insulin wird aus den Vesikeln durch Exozytose ins Blut freigesetzt.
Proinsulin (Normwert beim Menschen: unter 11 pmol/l) hat folgenden Wirkungen:
- Steigerung kontrainsulinärer (gegen die Insulinwirkung gerichtete) Hormone
- Freisetzung von Angiotensinogen (mit Blutdrucksteigerung)
- Freisetzung von Fettsäuren (mit folgender Fettstoffwechselstörung)
- Freisetzung von proinflammatorische (entzündungbegünstigende) Prozesse vermittelnden Stoffen wie Interleukin-6 und TNF-alpha (mit Makrophagenaktivierung und Fortschreiten einer Arteriosklerose)[2]